# (3954) Mendelssohn
(3954) Mendelssohn est un astéroïde de la ceinture principale.

## Description
(3954) Mendelssohn est un astéroïde de la ceinture principale. Il fut découvert par Freimut Börngen le 24 avril 1987 à Tautenburg. Il présente une orbite caractérisée par un demi-grand axe de 2,14 UA, une excentricité de 0,093 et une inclinaison de 3,18° par rapport à l'écliptique.
Il fut nommé en hommage au compositeur allemand Felix Mendelssohn (1809-1847).

## Compléments